# Cantharellus friesii
Cantharellus friesii (Lucien Quélet, 1872) este o ciupercă comestibilă a încrengăturii Basidiomycota, din ordinul Cantharellales, în familia Cantharellaceae și de genul Cantharellus, a cărei epitet a fost creat în onoarea marelui savant suedez Elias Magnus Fries. Ea coabitează, fiind un simbiont micoriza (formează micorize pe rădăcinile arborilor). Acest soi ar trebui să asculte pe numele ciuciuleți portocalii (vezi jos), nume dat pe baza denumirii gălbiorului de Constantin Drăgulescu. Această specie care devine din ce în ce mai rară se dezvoltă în România, Basarabia și Bucovina de Nord solitară sau în grupuri mici, niciodată prin ierburi, preferat pe soluri sărace și mai acide, libere de calcar și azot, în păduri conifere, foioase și mixte, sub fagi, brazi, dar cu mare drag pe lângă molizi pe mușchi. Apare din (iunie) iulie până la sfârșitul lui octombrie, chiar încă în noiembrie.

## Taxonomie
Numele binomial Cantharellus friesii, determinat de micologul francez Lucien Quélet în onoarea lui Elias Magnus Fries în volumul 1 al publicației sale Les champignons du Jura et des Vosges, în jurnalul Mémoires de la Société d’Émulation de Montbéliard din 1872, este valabil până în prezent (2018).

## Descriere

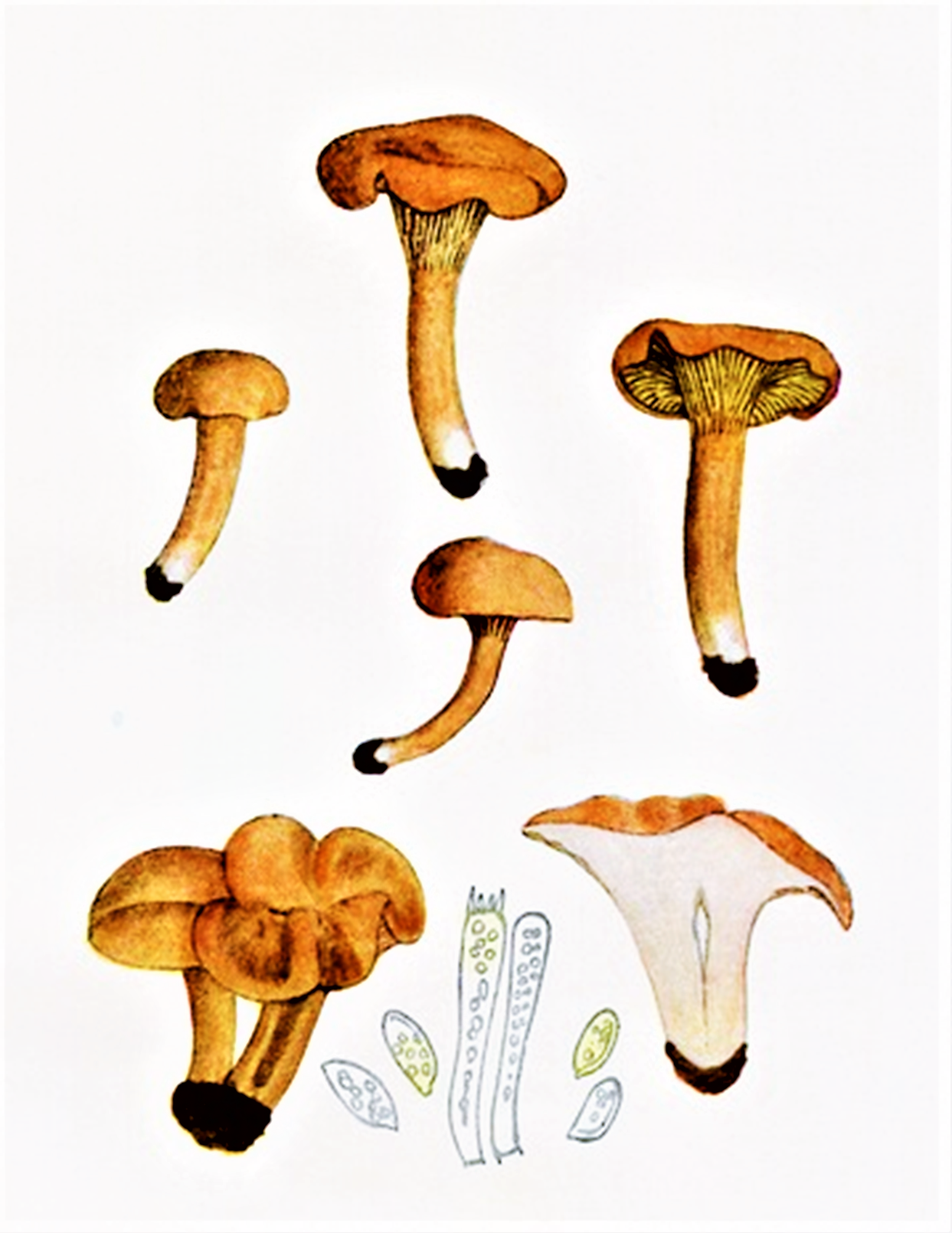
Bres.: Cantharellus friesii

- Pălăria: are un diametru de 2–5 (8) cm, este destul de cărnoasă, mată și catifelată,  inițial boltită cu marginile răsfrânte în jos, dar repede adâncită, dezvoltând cu avansarea în vârstă o pâlnie neregulată, atunci lobată, cu marginea goală, ondulată neregulat și încrețită, uneori cu crăpături. Pe suprafață se ivesc adesea oară mici cocoloașe. Coloritul este în tinerețe viu, variind de la galben-portocaliu peste portocaliu înfocat la portocaliu-roșiatic.
- Himenoforul: nu are lamele ci pseudo-lamele (stinghii), îndepărtate una de alta, groase, cu muchii turtite, bifurcate, reticulate și lung decurente la picior. Coloritul este pentru mult timp roz-portocaliu, devenind la maturitatea avansată mai palid, gri-gălbui.
- Piciorul: cu o înălțime de 3–5 (7) cm și o grosime de 0,7–1,1 cm, este neted, spre bază fin pâslos, robust, în forma unui trunchi de con răsturnat, mai întâi plin și cărnos, la bătrânețe gol. Culoarea este ceva mai deschisă ca cea a pălăriei pe exterior, pe interior însă albicioasă.
- Carnea: este destul de fragilă, ușor fibroasă, în mod general de culoare albicioasă, cu un miros puternic de caise (mult mai intensiv decât la gălbior) și un gust adesea foarte ușor piperat-amărui dar plăcut. Aproape niciodată este năpădită de viermi.[4][5]
- Caracteristici microscopice: Sporii sunt elipsoidali, apiculați și netezi, hialini (translucizi), ori cu o picătură, ori granulați, ori goi pe dinăuntru, având o mărime de 8-10 x 4-5 microni. Pulberea lor care apare în mase este galben-portocalie. Basidiile cu 4 sterigme fiecare sunt clavate, măsurând 60-80 x 8-10 microni. Cistidele (elemente sterile situate în stratul himenal sau printre celulele din pielița pălăriei și a piciorului, probabil cu rol de excreție) de mărime și aspect asemănător sunt rotunjite la vârf.[8]
- Reacții chimice: Carnea piciorului se colorează cu Hidroxid de potasiu galben-portocaliu.[9]

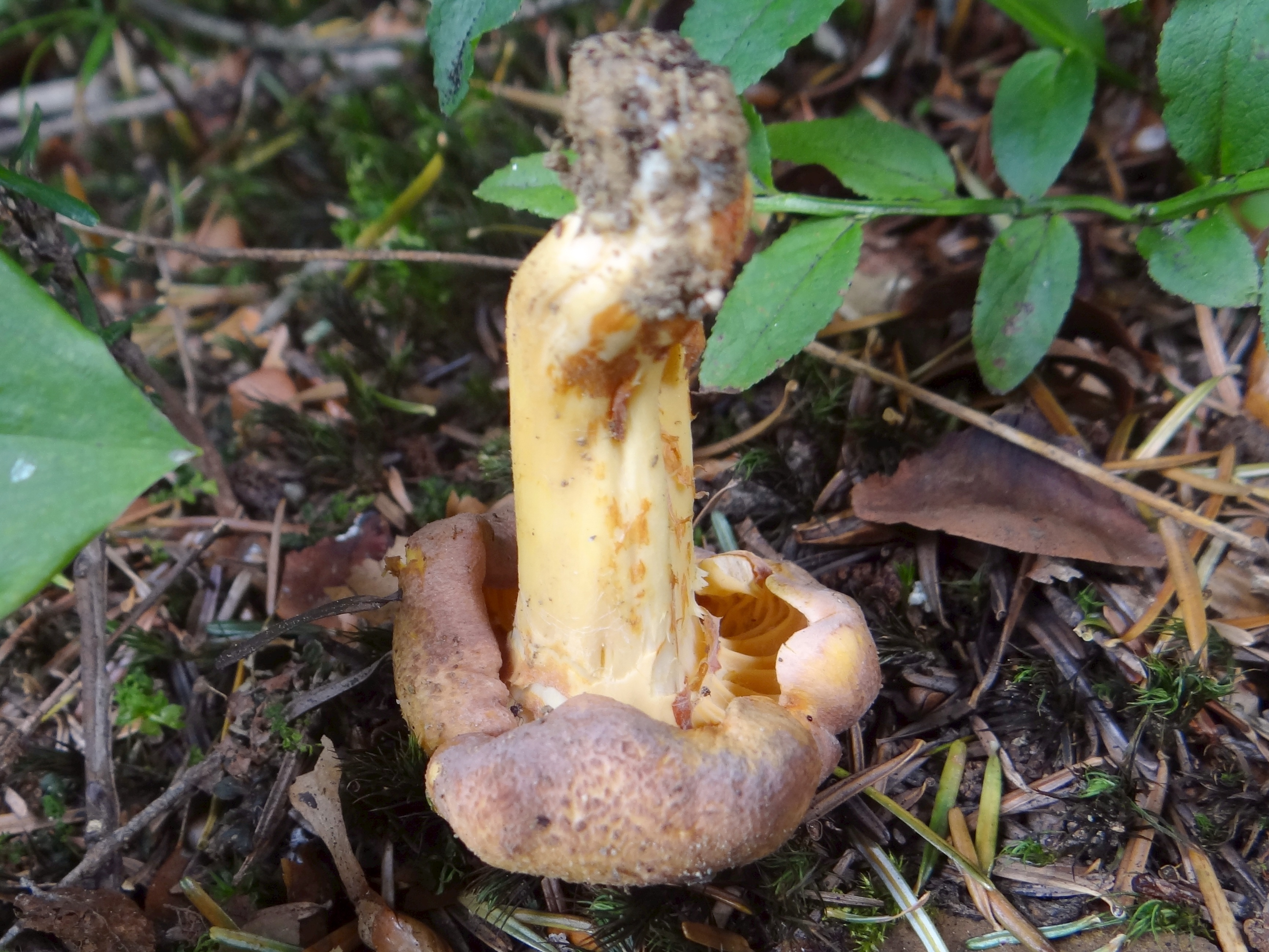
C. friesii tânără: stinghii și picior
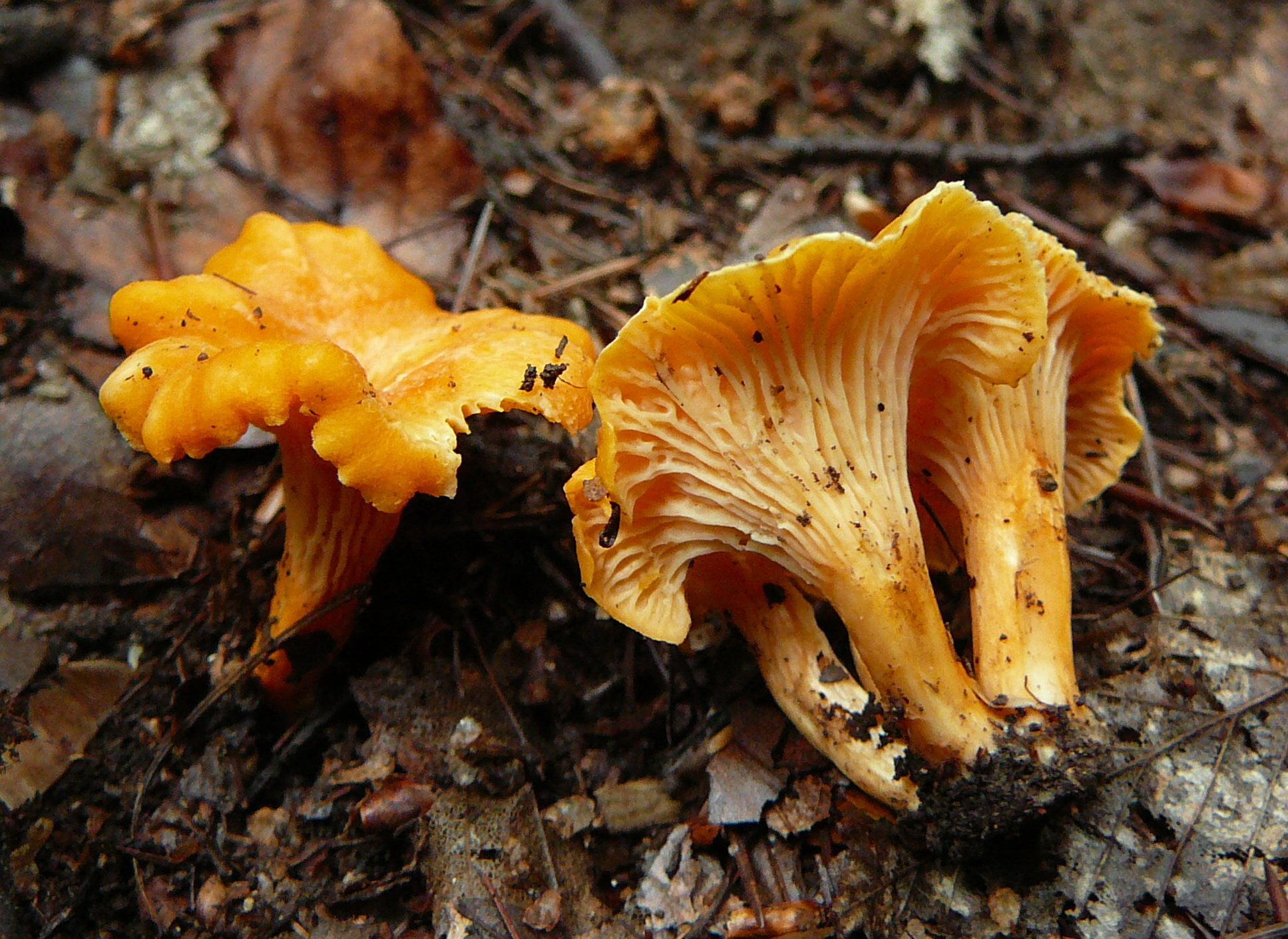
C. friesii bătrână: stinghii și picior
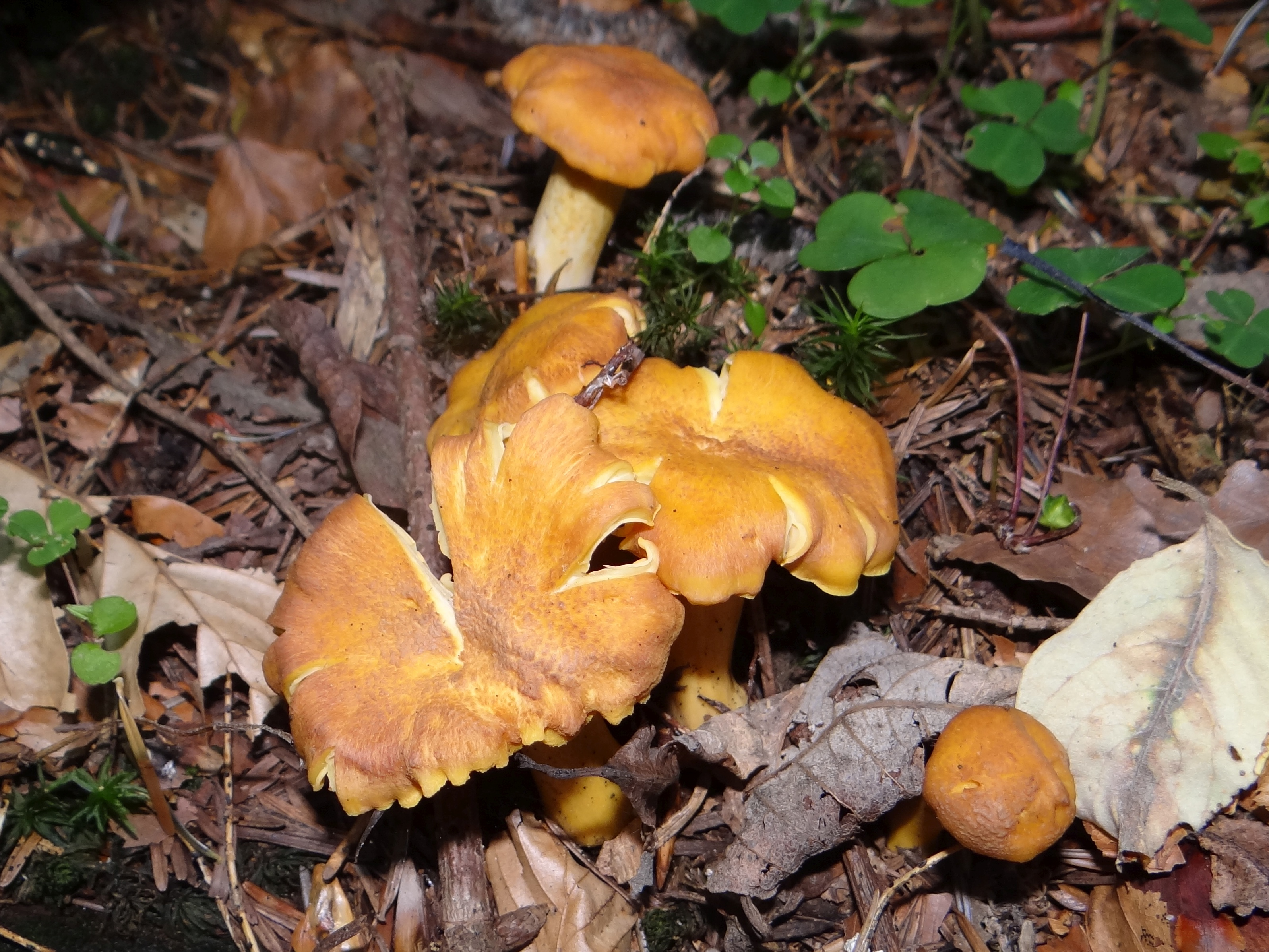
C. friesii tinere și bătrâne de sus

## Confuzii
Ciuciuletele portocaliu poate fi confundat în primul rând cu specii de același gen, respectiv foarte aproape înrudite, ca de exemplu cu Cantharellus amethysteus, Cantharellus cibarius (gemenul său mai mare), Cantharellus ferruginascens, Cantharellus ianthinoxanthus, Cantharellus melanoxeros sin.Craterellus melanoxeros (foarte gustos), Cantharellus pallens, Craterellus lutescens sau Craterellus tubaeformis precum cu Hygrocybe aurantiosplendens,, Hygrocybe cantharellus (comestibilă), Hygrocybe chlorophana, Hygrocybe quieta,, Hygrophoropsis aurantiaca (comestibil), Hygrophorus speciosus (comestibil) cu toate comestibile, dar și cu otrăvitorul Omphalotus olearius.. Fatal ar putea fi, dacă un începător ar culege un soi care crește pe cioturi și bușteni, ca de exemplu Galerina marginata (gheba de brad) sau chiar o specie al genului Cortinarius, cum ar fi Cortinarius orellanus (Cortinara de munte) sau Cortinarius rubellus, ambele fiind letale.

## Specii asemănătoare în imagini

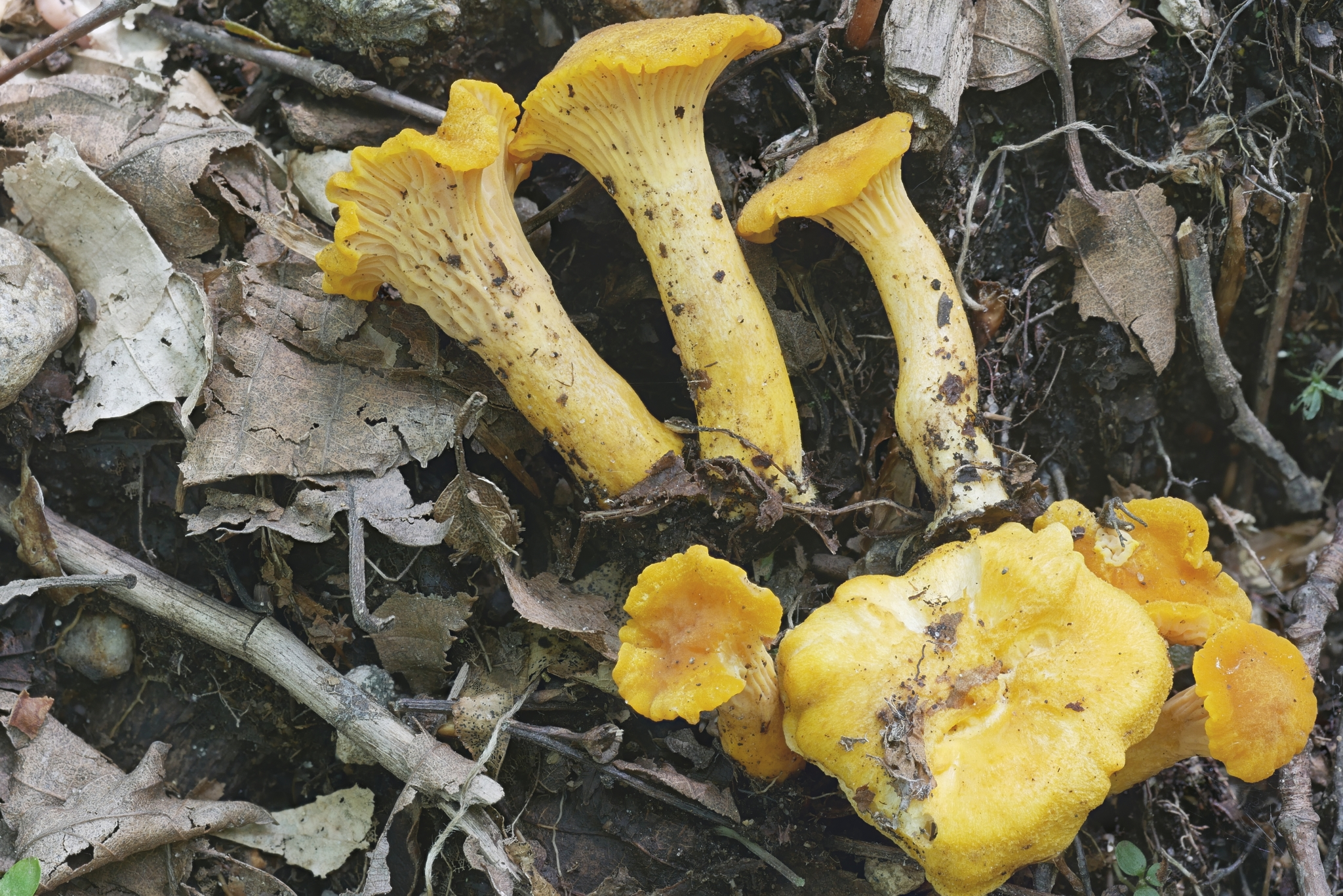
Cantharellus amethysteus
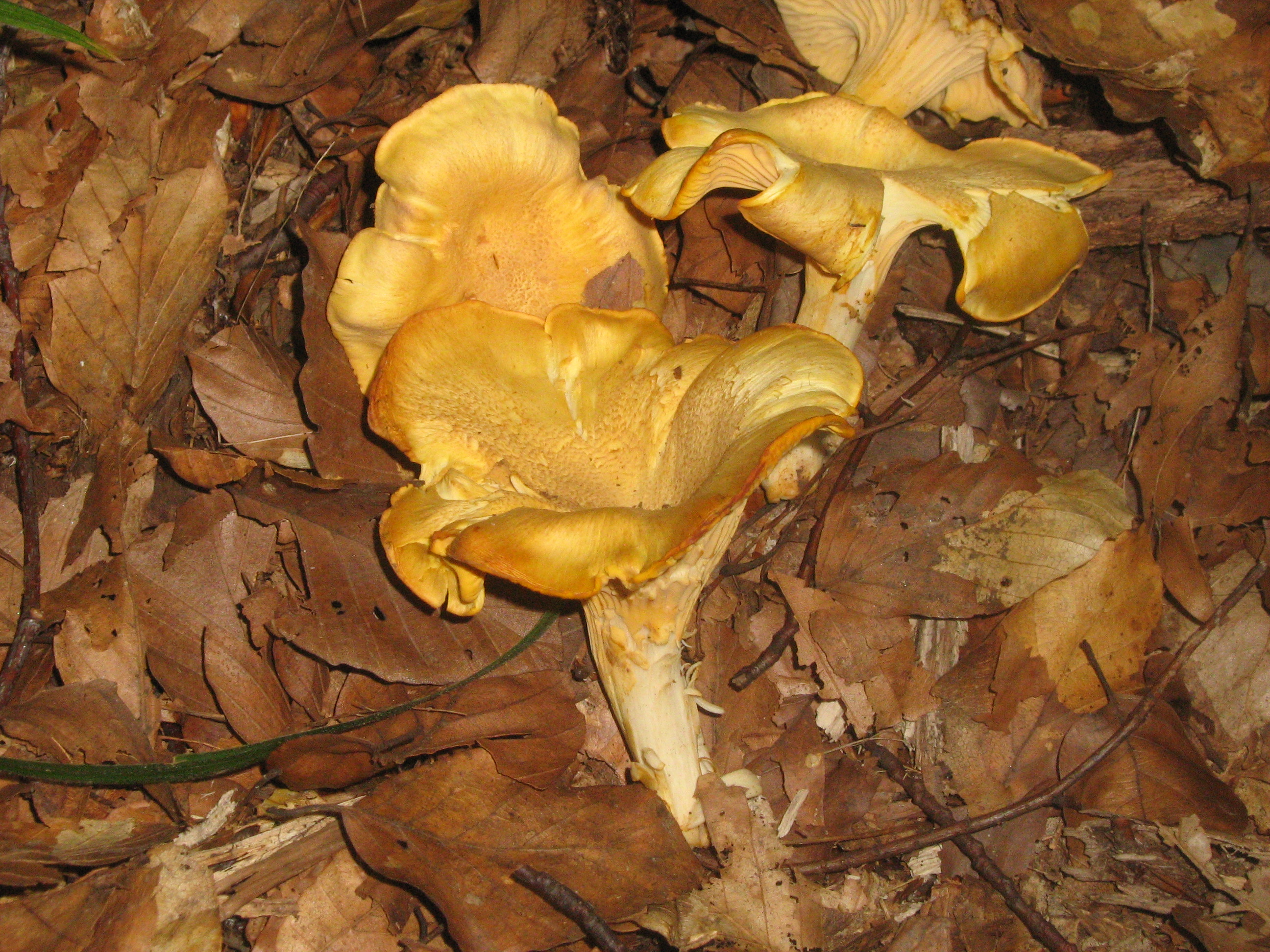
Cantharellus cibarius
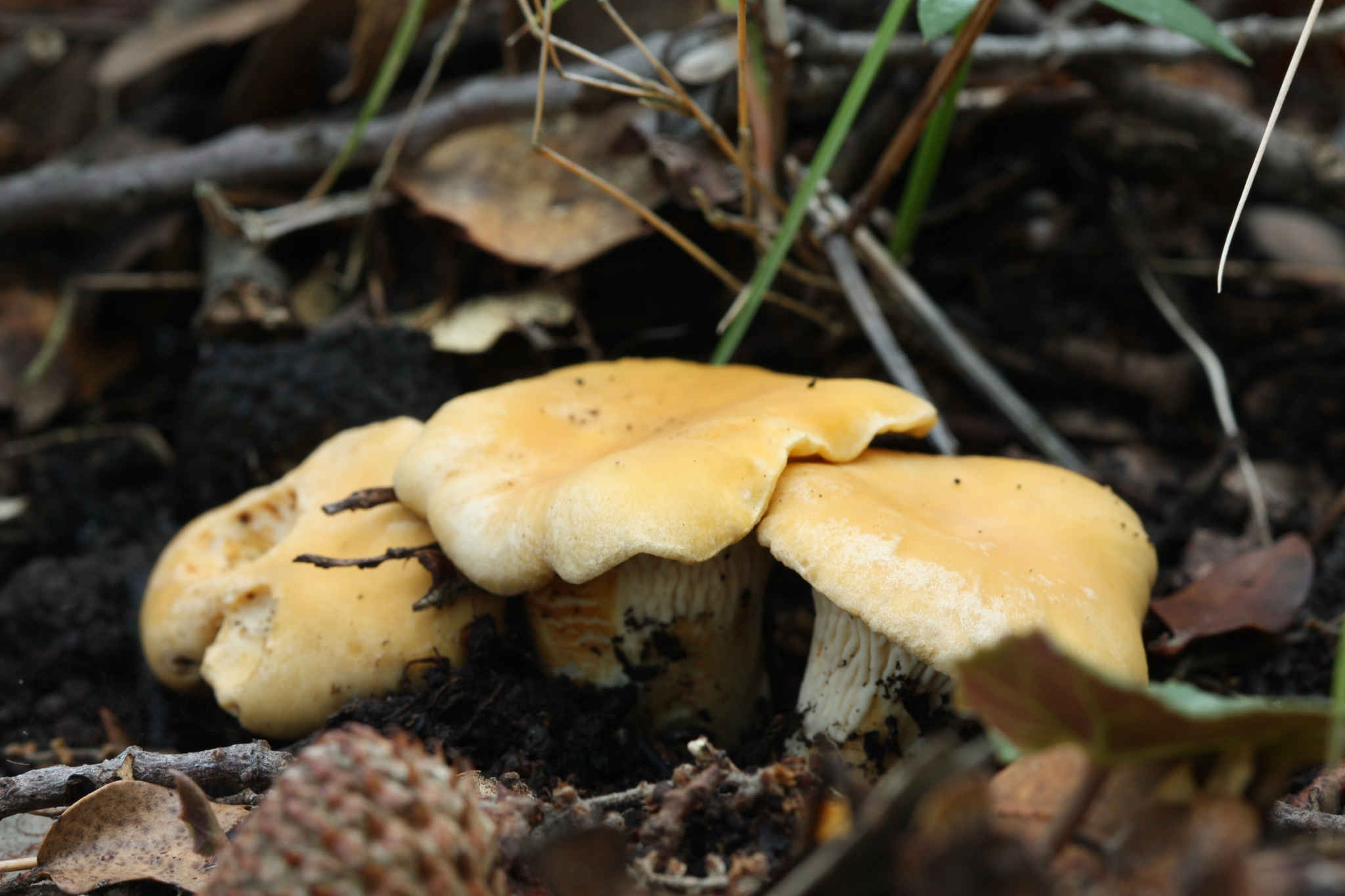
Cantharellus ferruginascens
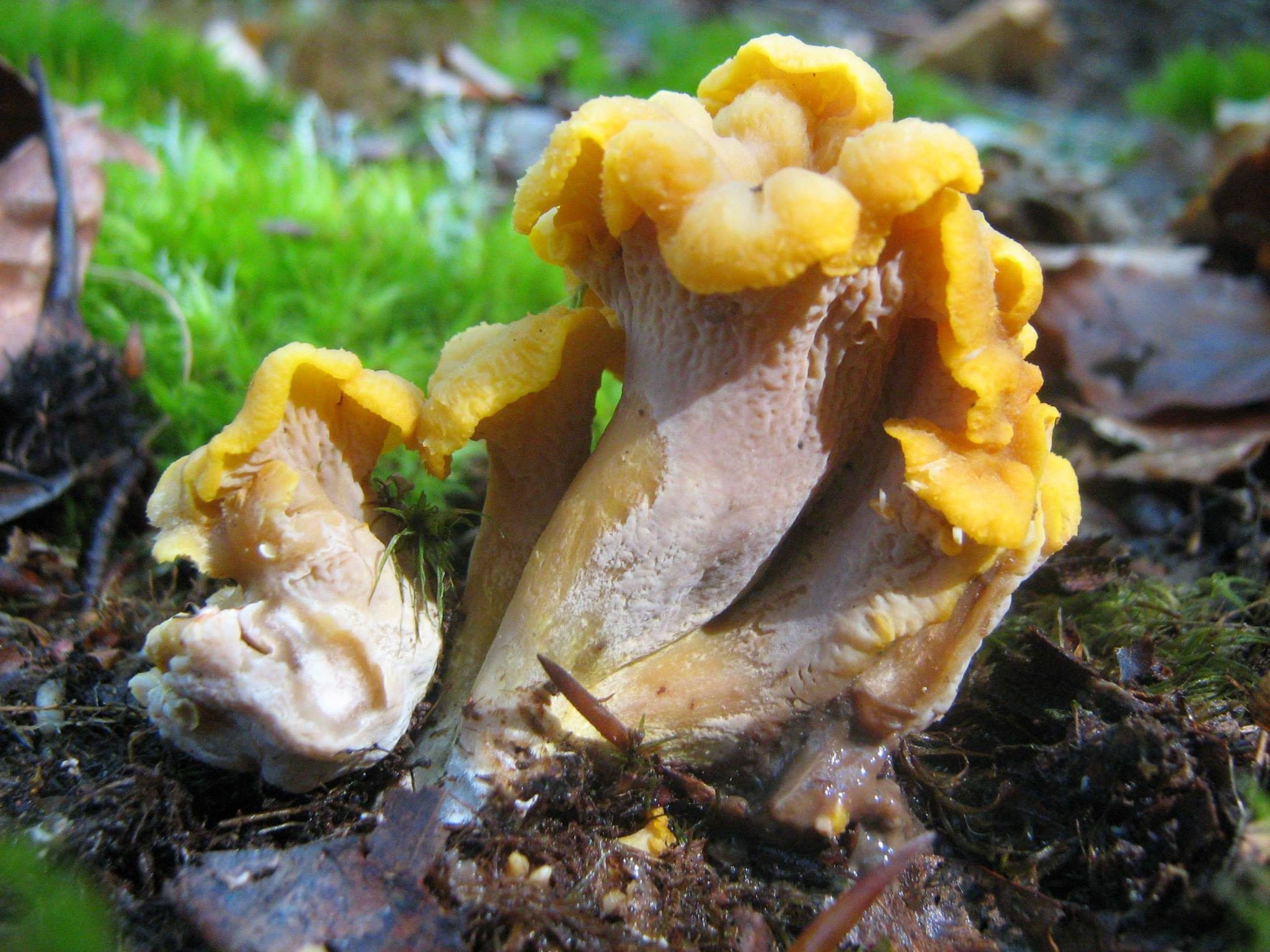
Cantharellus ianthinoxanthus
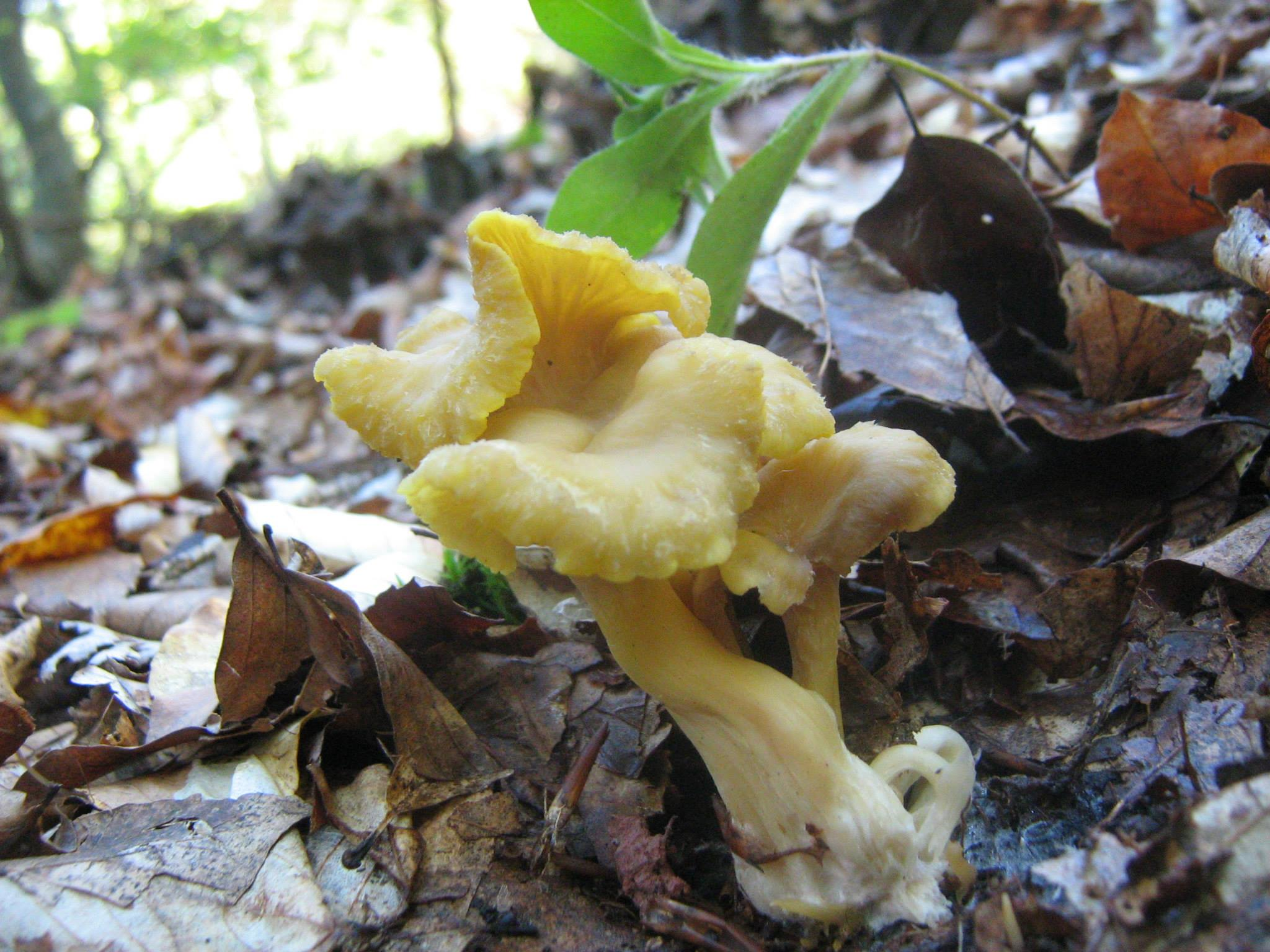
Cantharellus melanoxeros
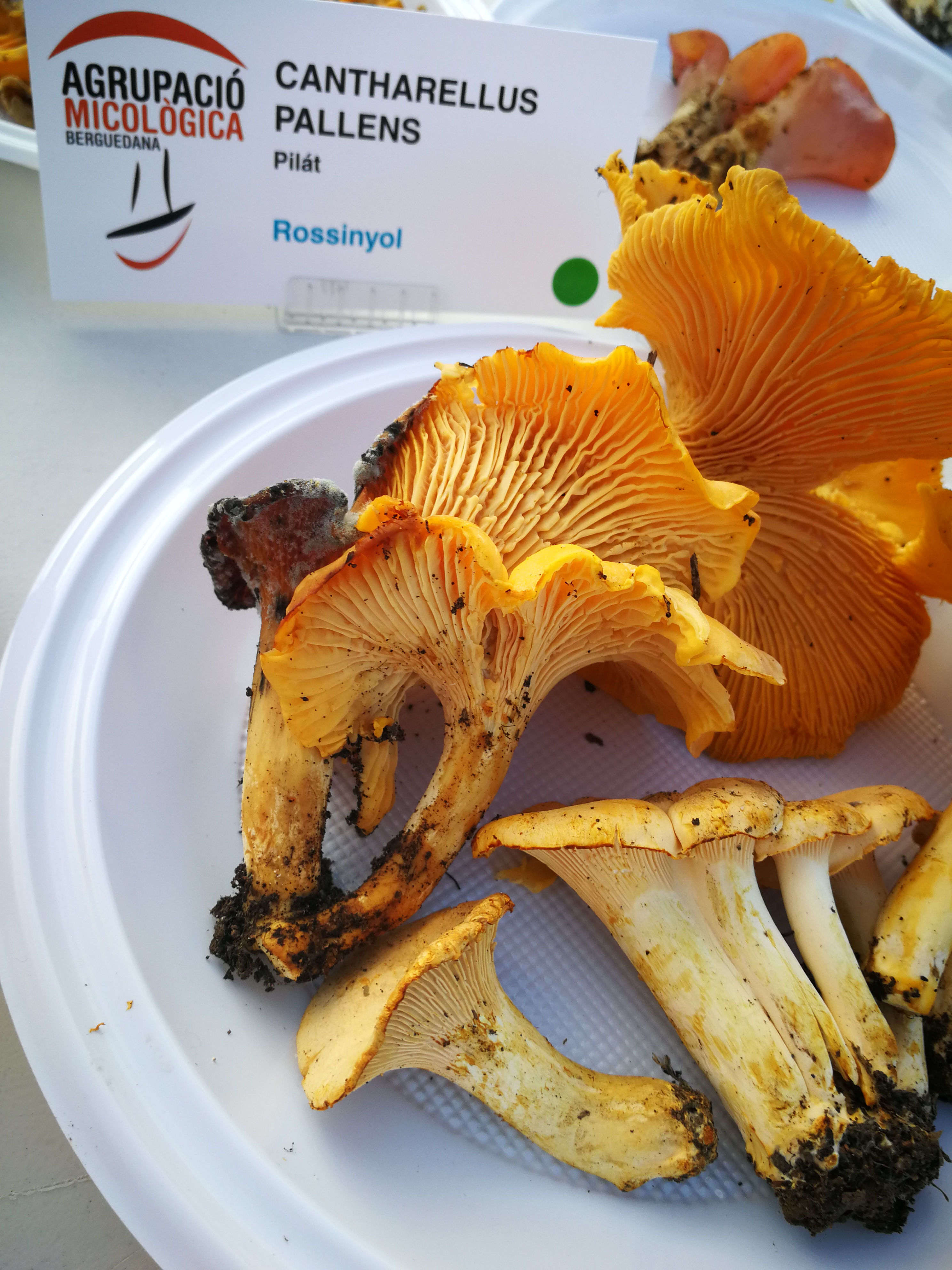
Cantharellus pallens

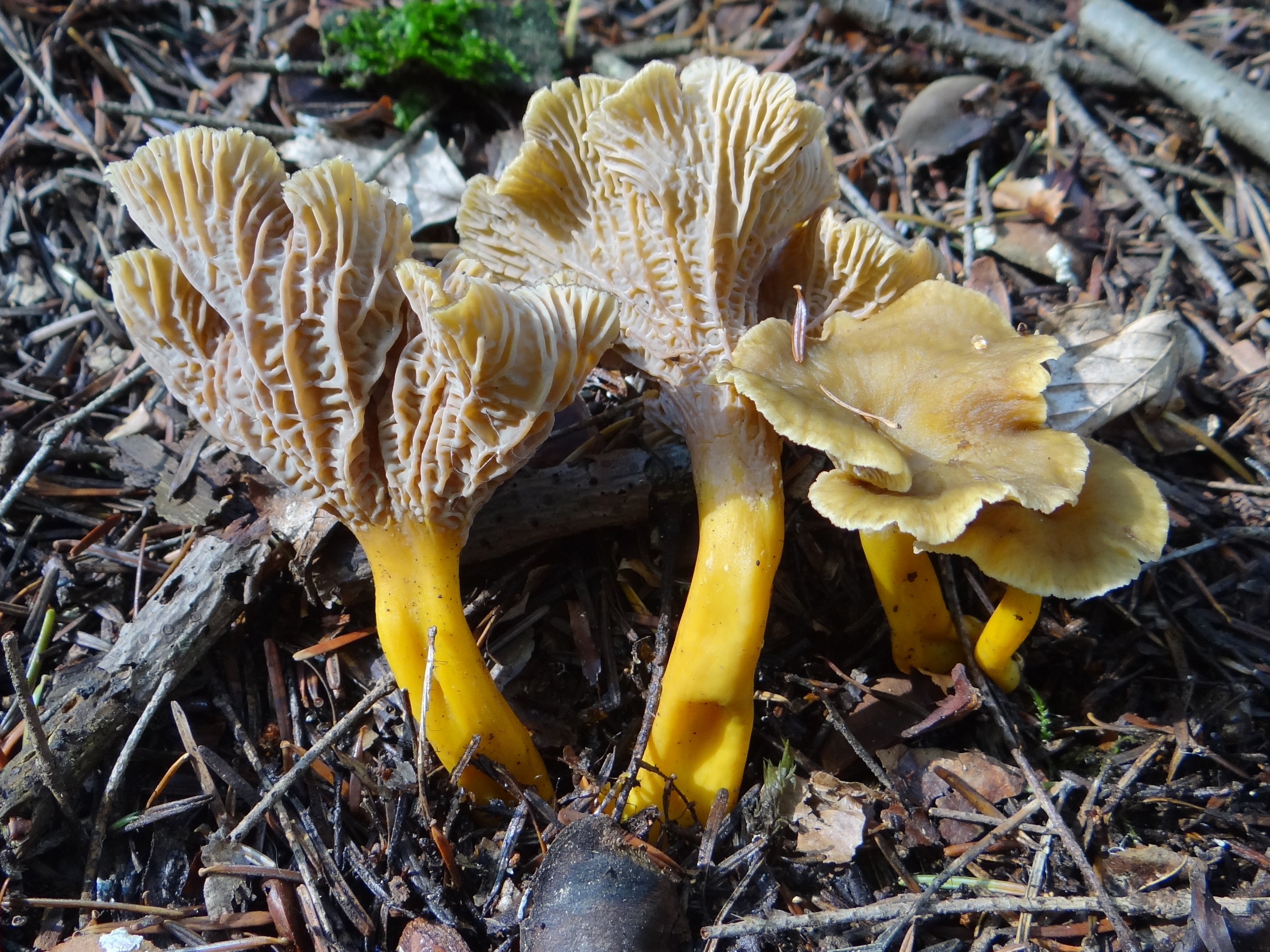
Craterellus lutescens
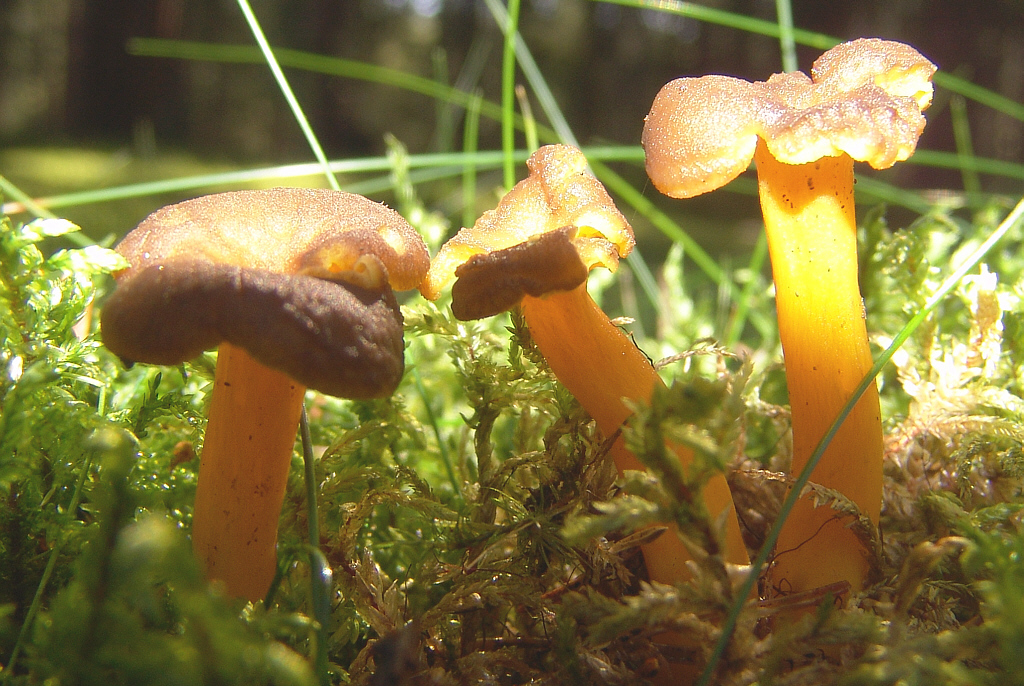
Craterellus tubaeformis
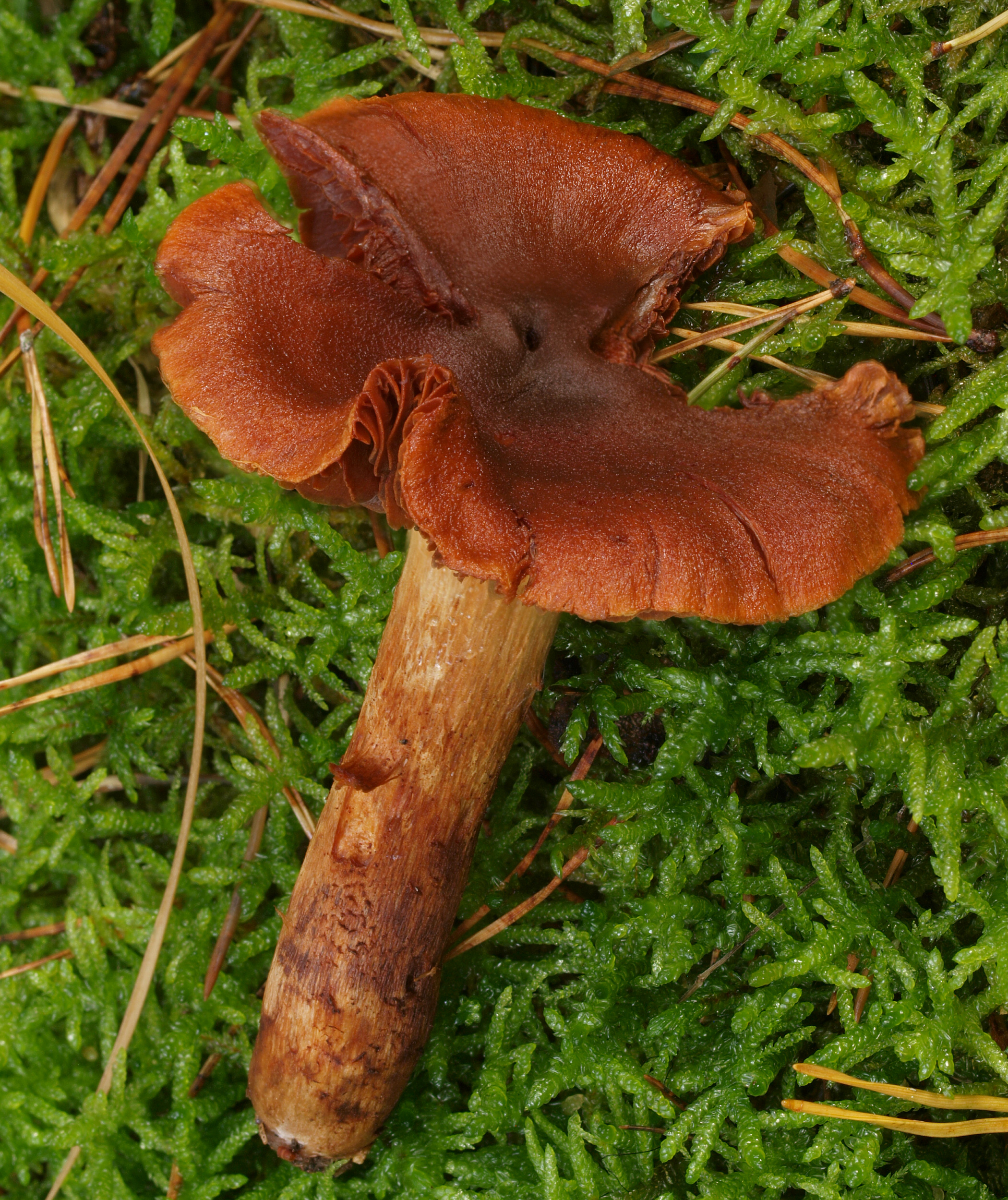
!!!Cortinarius orellanus !!!
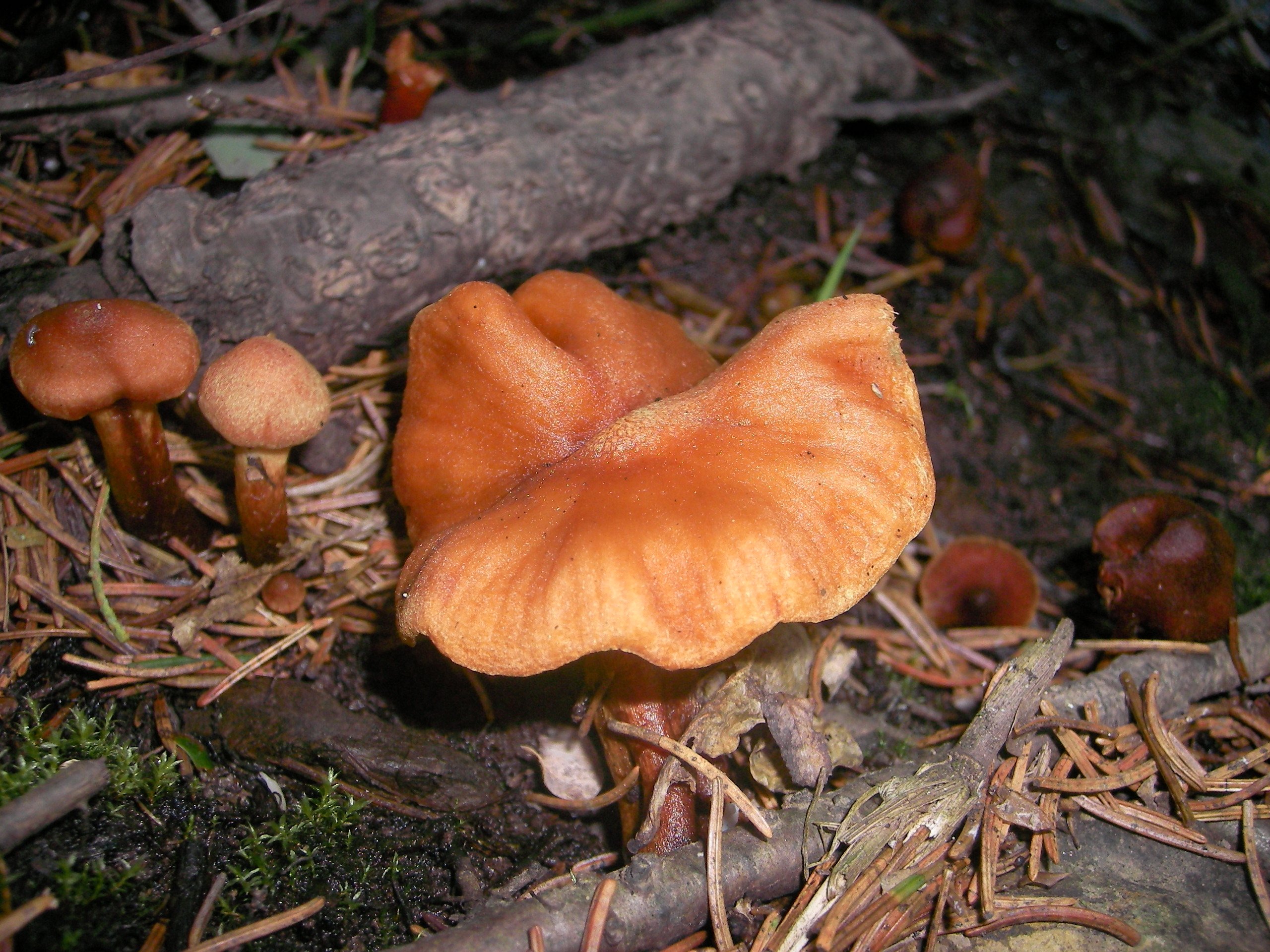
!!!Cortinarius.rubellus!!!
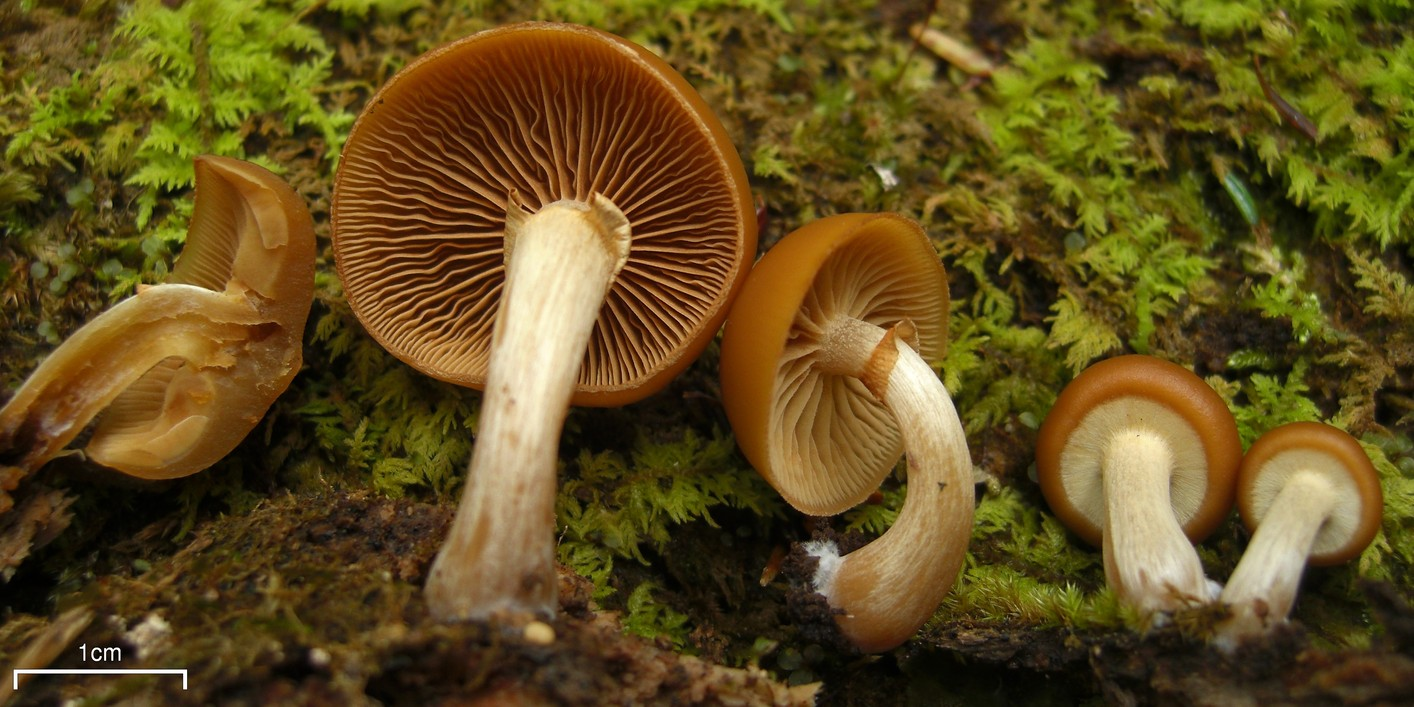
!!!Galerina marginata!!!
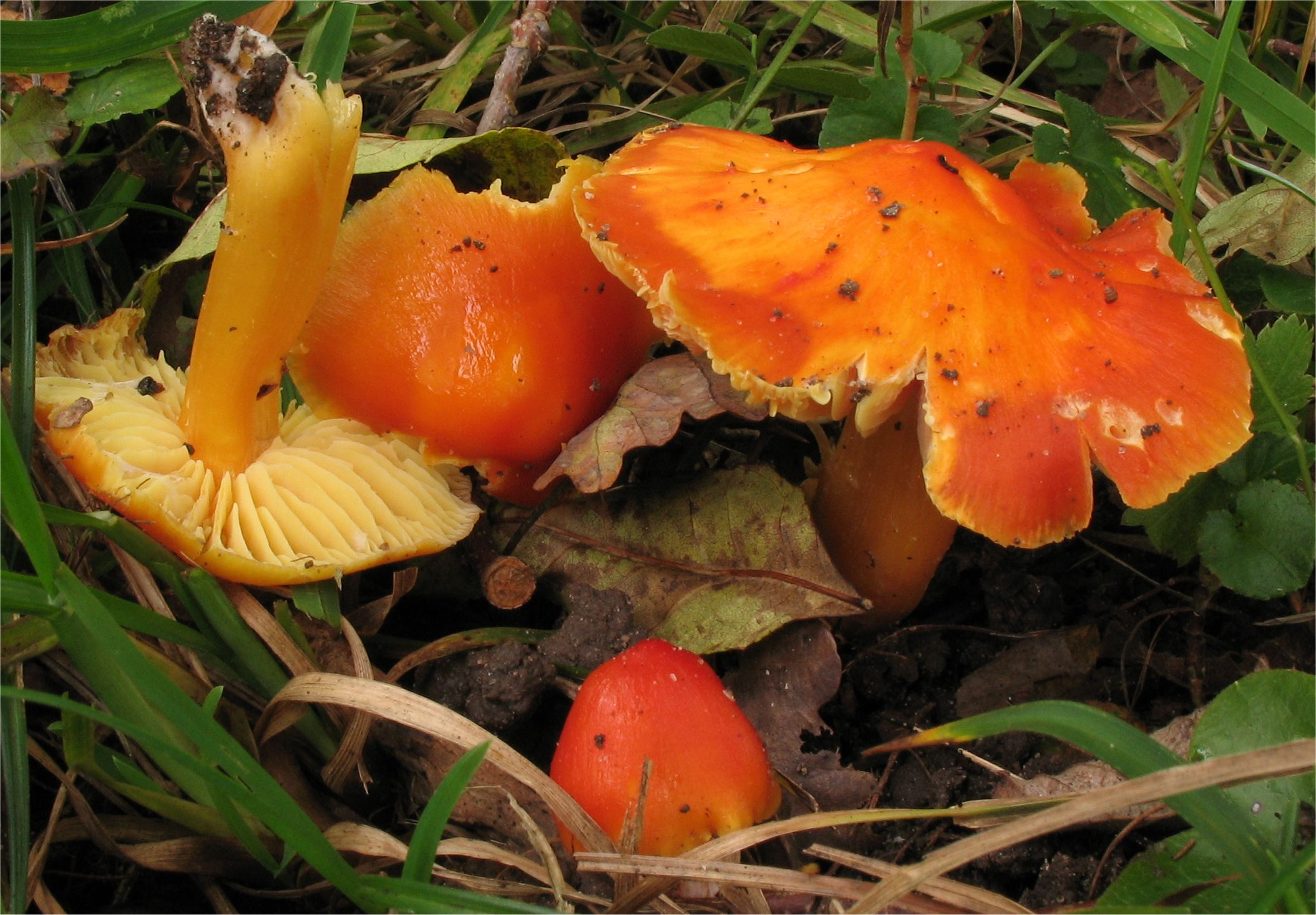
Hygrocybe aurantiosplendens

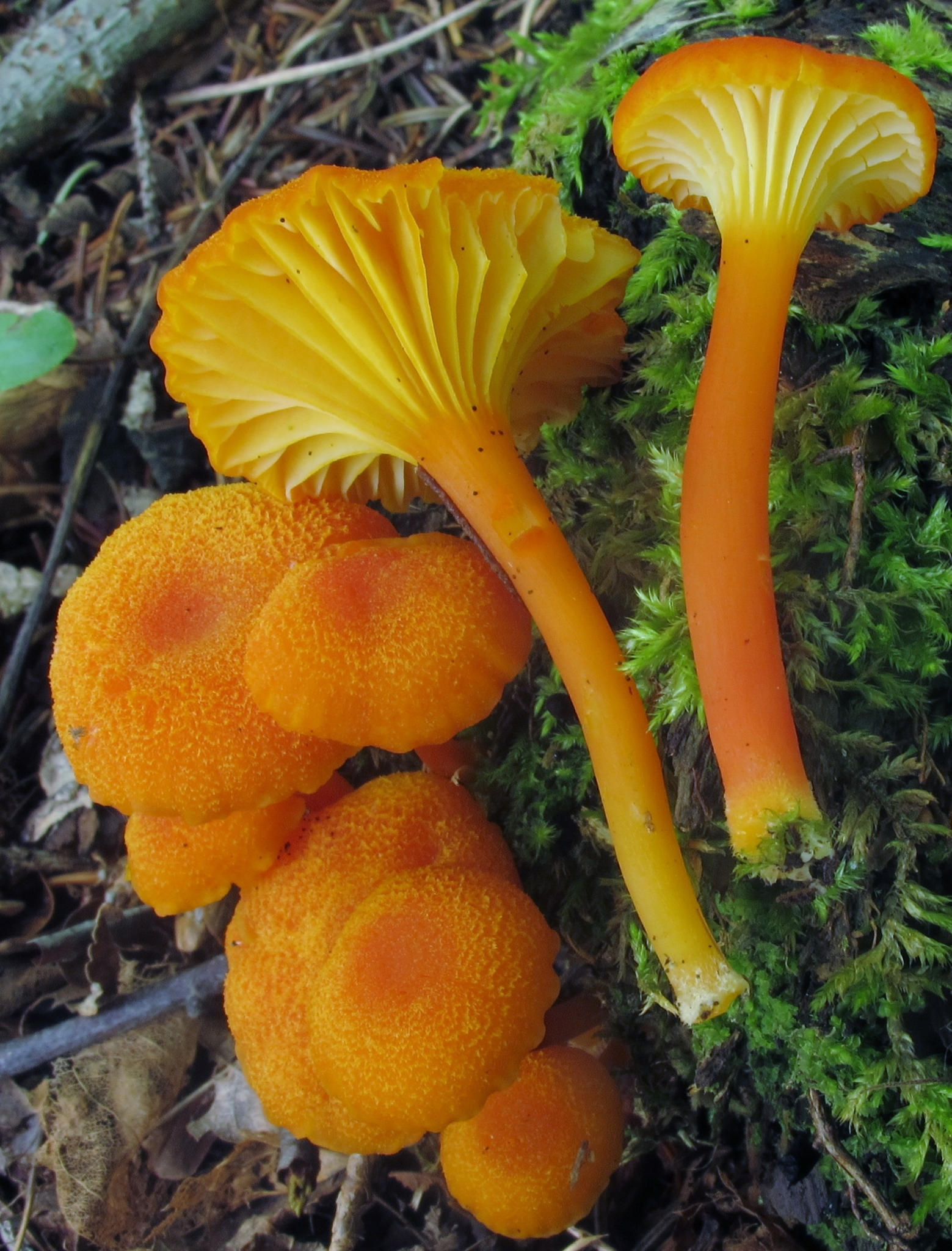
Hygrocybe cantharellus
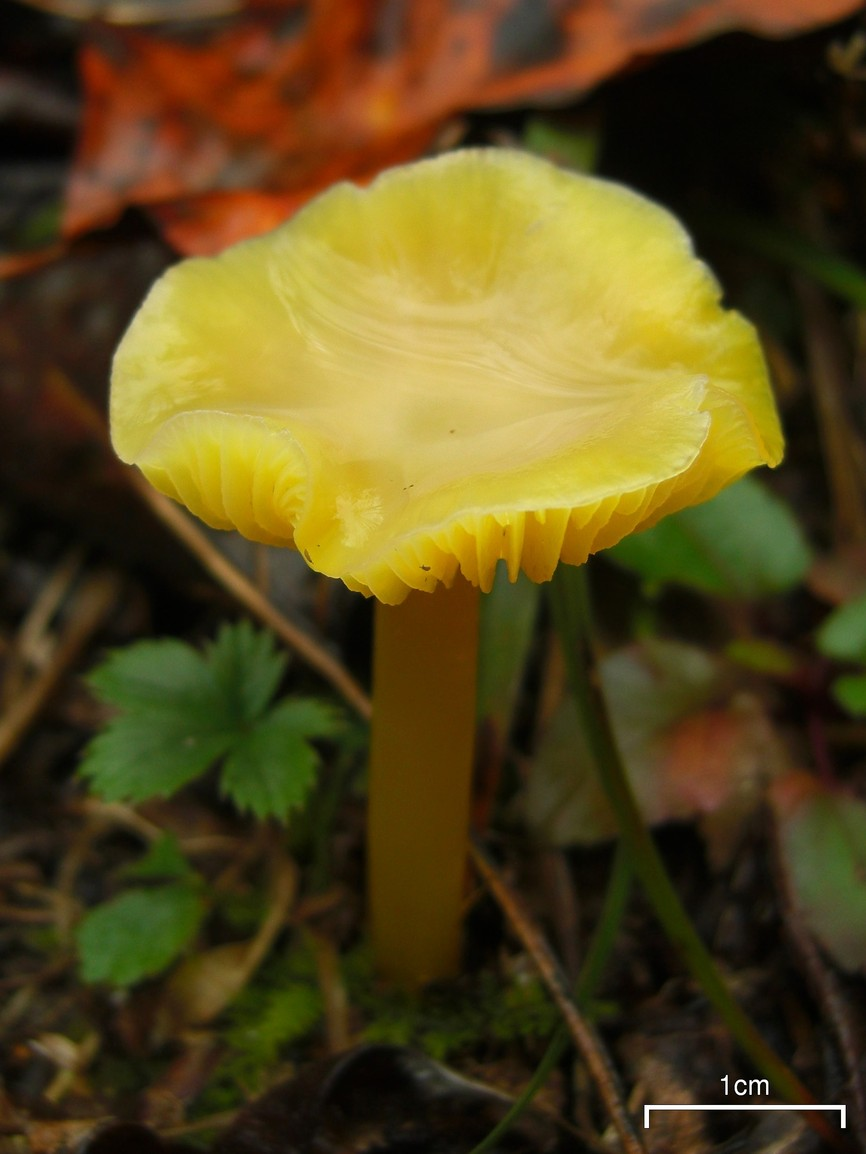
Hygrocybe chlorophana
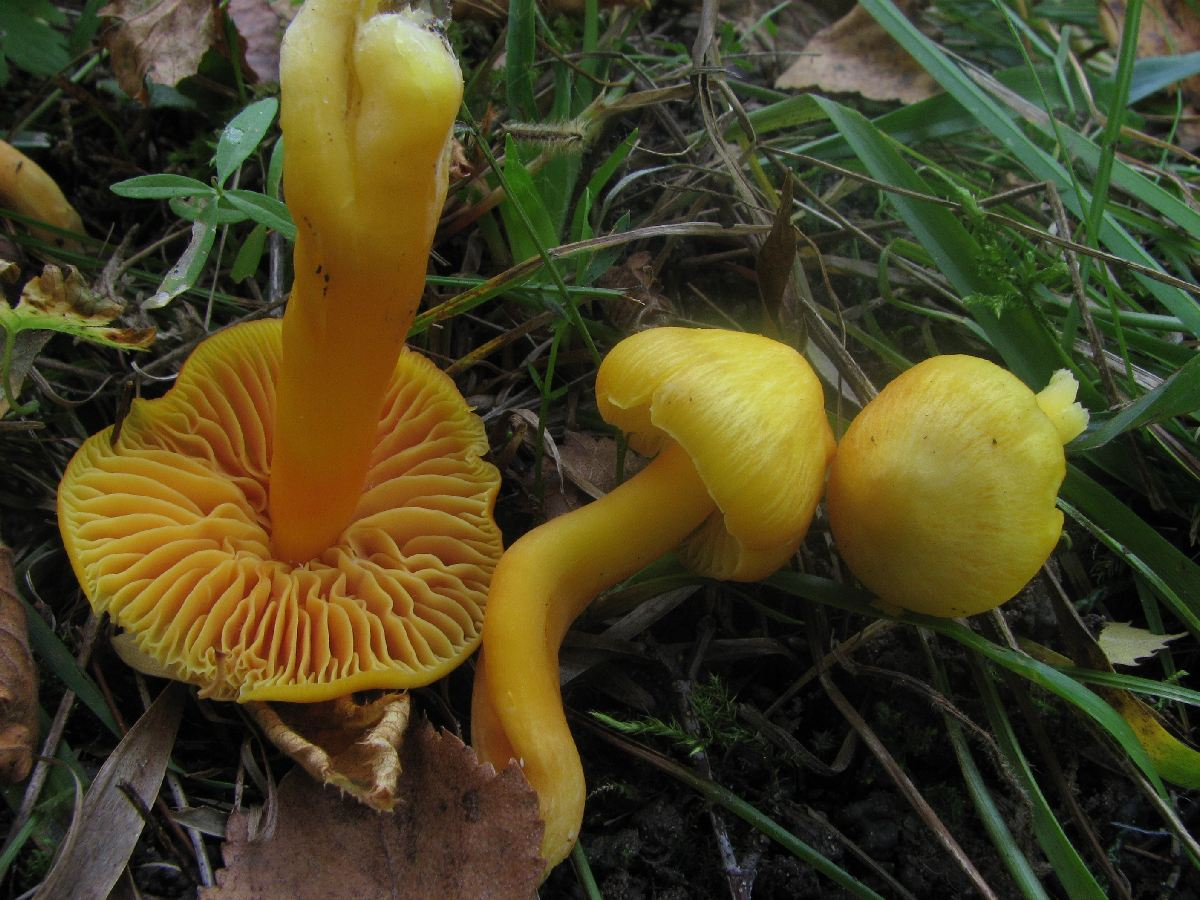
Hygrocybe quieta
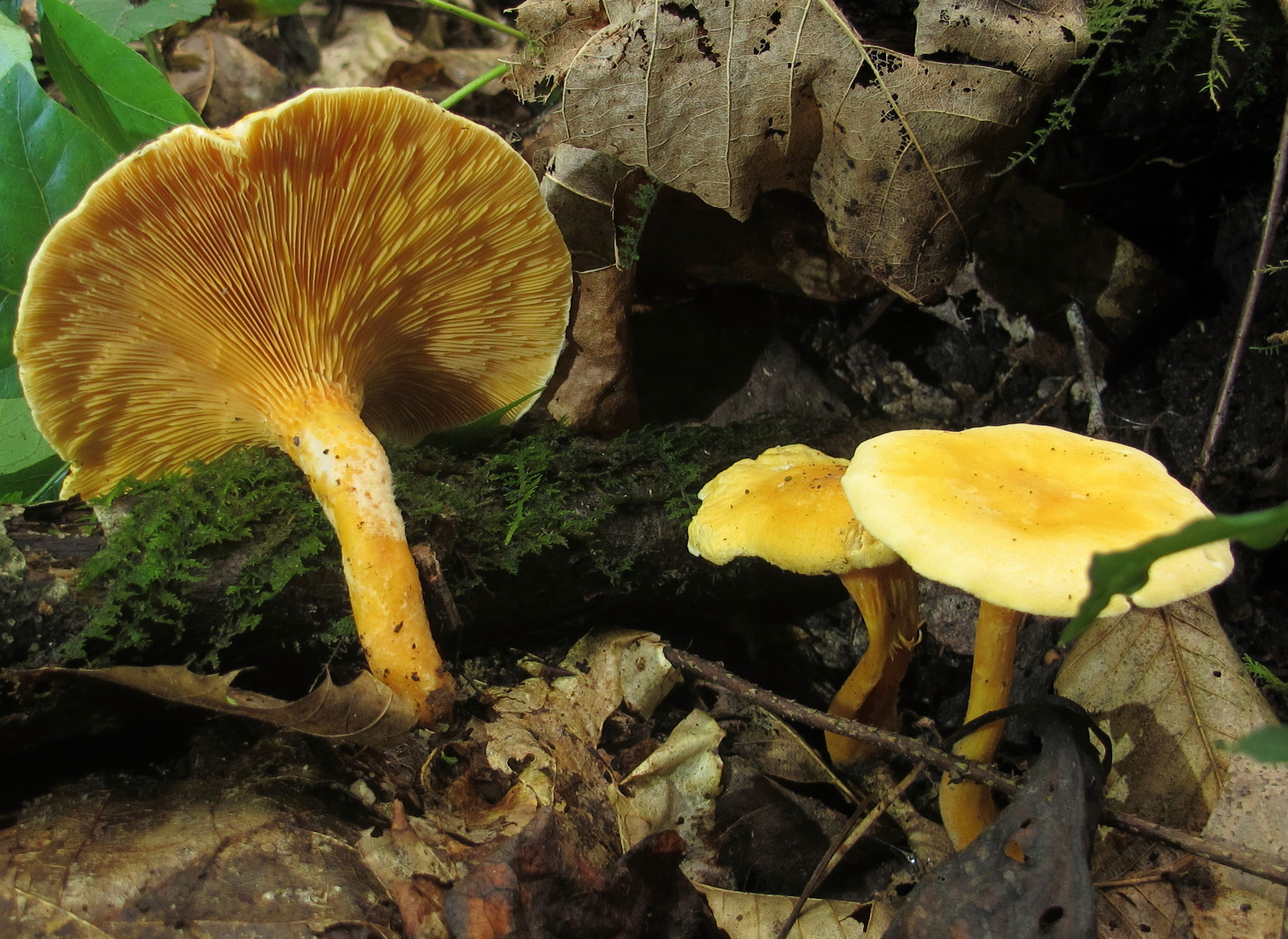
Hygrophoropsis aurantiaca
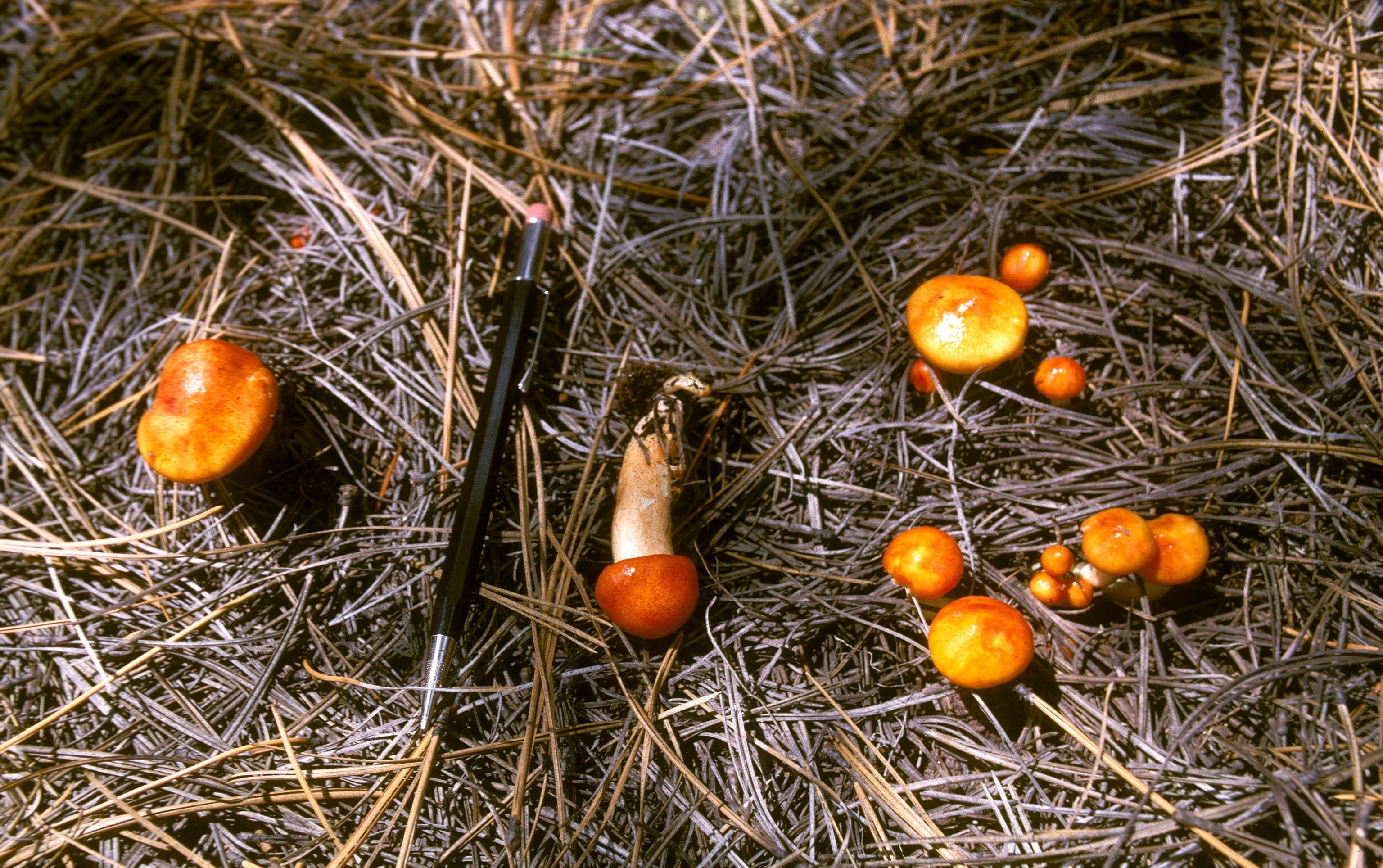
Hygrophorus speciosus
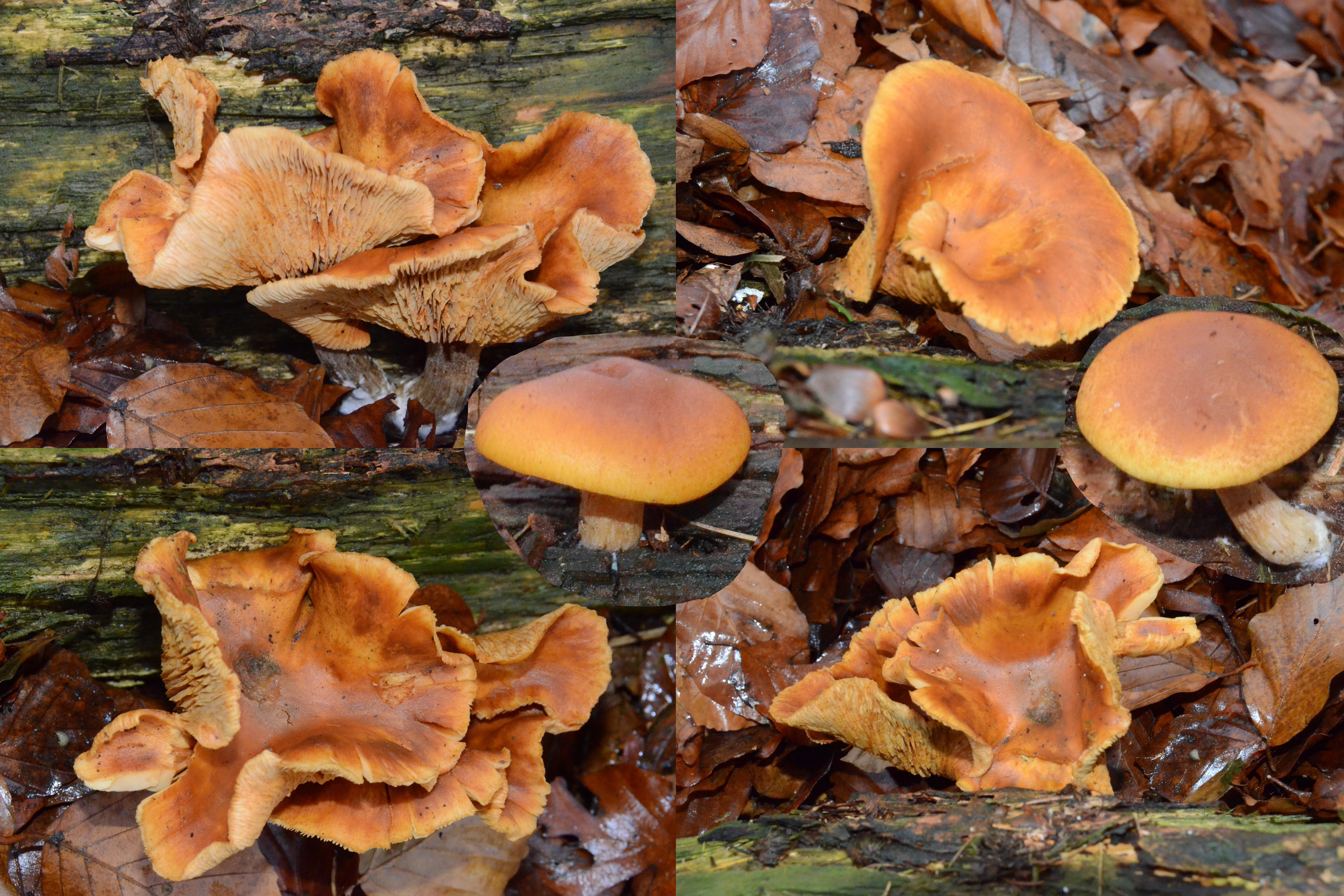
!! Omphalotus olearius!!

## Valorificare

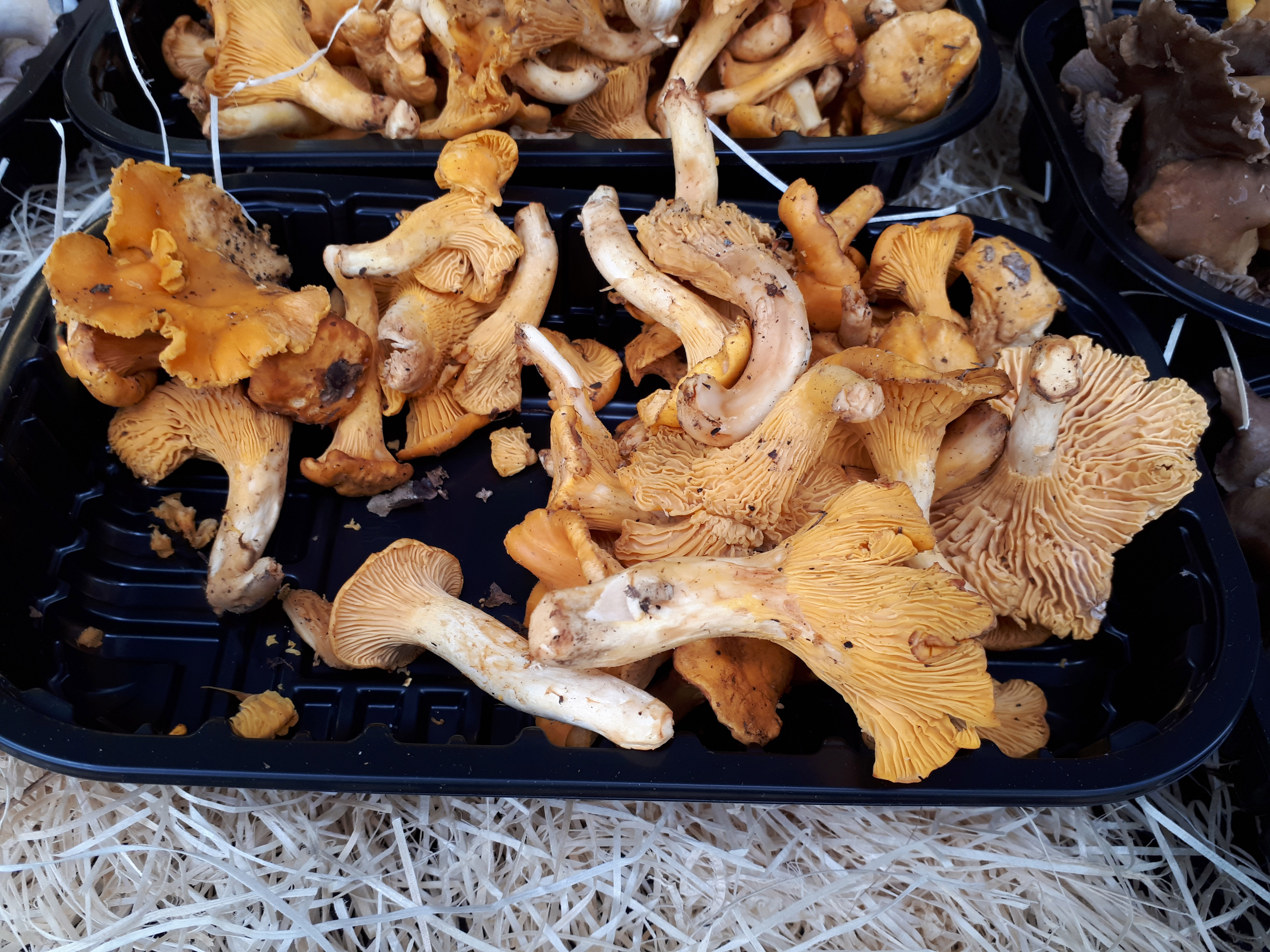
Ciuciuleti gălbiori și portocalii

În toate tipurile ale genului, astfel și în Cantharellus friesii, au fost descoperite substanțe active care sunt antivirale, antioxidante, anti-canceroase și antibiotice. În plus, au un conținut ridicat de vitamine (în mod signifiant vitamina D) și minerale.
Se aude din când în când, că gălbioarele ar provoca simptomele de natură gastrointestinală care ar include greață și chiar vărsături. Dar buretele nu este toxic. Asta se poate întâmpla doar printr-un consum exagerat prin persoane cu probleme intestinale, pentru că ciuperca se digeră greu. Bureții proaspeți pot fi pregătiți ca ciulama, de asemenea împreună cu alte ciuperci de pădure precum adăugați la fiecare sos de carne sau la tăieței și macaroane. Foarte gustoși sunt preparați ca Duxelles (un fel de zacuscă). În plus, ei pot fi opăriți și congelați. Rezultatul uscării nu este bun, pentru că rămân și după ce au fost înmuiați duri și gumoși precum adesea oară amărui.
Această specie a devenit foarte rară în toată Europa și trebuie cruțată precum lăsată la loc neapărat. Se află pe „Lista Roșie” a României. Dar majoritatea culegătorilor români, neștiind de această specie, o culeg, crezând că ar fi ce a gălbiorilor. De acea, introducerea termenului „ciuciuleți portocalii” ca denumire populară sus menționată (folosită și în alte limbi europene) este absolut necesară. Astfel amatorii pasionați ar băga mai mult în seamă diferența.